# 刘防
刘防（?—?），新兴（今山西忻州市）匈奴人。刘广之子，赵宣成帝的父亲，刘曜的祖父。318年，刘曜称帝，追尊他为懿皇帝。